# I tre porcellini (film)
I tre porcellini (Three Little Pigs) è un film del 1933 diretto da Burt Gillett.
È un cortometraggio d'animazione della serie Sinfonie allegre, distribuito negli Stati Uniti dalla United Artists il 27 maggio 1933 e basato sull'omonima fiaba. Il corto ebbe uno straordinario successo di pubblico e vinse l'Oscar al miglior cortometraggio d'animazione ai premi Oscar 1934. Inoltre nel 1934 partecipò in concorso alla 2ª Mostra internazionale d'arte cinematografica di Venezia. Nel 2007 fu scelto per essere conservato nel National Film Registry della Biblioteca del Congresso poiché "culturalmente, storicamente o esteticamente significativo".

## Trama
Timmy, Tommy e Jimmy sono tre fratelli maialini che costruiscono le proprie case. Timmy e Tommy le costruiscono rispettivamente con paglia e legno per finire in fretta e passare il resto del giorno suonando e ballando. Jimmy invece passa il suo tempo costruendo una robusta casa di mattoni dove potersi difendere da Ezechiele Lupo. Finito il lavoro, Timmy e Tommy vanno a deridere Jimmy, che sta ancora lavorando, ma lui li avverte che quando arriverà il lupo, loro non avranno scampo. Timmy e Tommy ridono di questo avvertimento e si mettono a cantare Chi ha paura del lupo cattivo?. In questo frangente vengono davvero attaccati dal lupo e dimostrano in realtà di averne molta paura, così si rifugiano nelle rispettive case.
Ezechiele, soffiando, abbatte con facilità la casa di Timmy facendolo scappare in quella di Tommy. Dopo aver tentato invano di forzare la porta, il lupo finge di rinunciare e tornare a casa, ma ritorna travestito da pecorella. I porcellini lo smascherano subito, dopodiché Ezechiele abbatte soffiando anche la casa di Tommy. I due porcellini riescono a fuggire e nascondersi a casa di Jimmy, che dà volontariamente rifugio ai fratelli. Ezechiele arriva travestito da venditore di spazzole per ingannare i porcellini, ma fallisce, così tenta di buttare giù la casa soffiando con tutte le sue forze. Non riuscendoci, cerca di entrare nella casa attraverso il camino, ma Jimmy gli fa trovare sotto una pentola con acqua bollente e trementina in cui Ezechiele cade. Urlando di dolore, il lupo fugge freneticamente, mentre i porcellini cantano Chi ha paura del lupo cattivo?. Jimmy però fa uno scherzo ai fratelli bussando sul suo pianoforte, facendo in questo modo credere loro che Ezechiele sia già tornato, così i due porcellini si nascondono sotto il letto.

## Produzione
L'idea di adattare I tre porcellini in una Sinfonia allegra fu suggerita a Walt Disney da sua moglie Lillian e sua cognata Hazel Sewell, a capo del reparto di inchiostrazione e pittura dello studio. A metà dicembre 1932 furono organizzate delle riunioni per le gag e iniziò a circolare nello studio un abbozzo di tre pagine. Albert Hurter, assunto presso lo studio nel mese di giugno 1931, progettò i porcellini, i loro costumi e le loro case.
Due cantanti freelance, Dorothy Compton e Mary Moder, fornirono le voci di Timmy e Tommy, mentre Pinto Colvig diede voce a Jimmy. Moder ricordò la loro sessione sui tre porcellini come un semplice incarico di un giorno tra i loro altri lavori di registrazione. Entrambe venivano pagate dieci dollari ciascuna per ogni giorno di lavoro. Per la voce profonda e roca di Ezechiele Lupo, Colvig consigliò al comico Billy Bletcher di fare un provino. Bletcher fu scritturato e in seguito divenne un noto doppiatore di cartoni animati.
A metà febbraio del 1933 il lavoro sull'animazione era già in corso. La maggior parte delle scene furono gestite da due dei maggiori animatori dello studio, Norman Ferguson e Dick Lundy, mentre gran parte del resto fu animato da Fred Moore e Art Babbitt; Jack King animò alcune brevi sequenze di Jimmy seduto al suo pianoforte. Disney suggerì che il film sarebbe potuto essere raffigurato come un'operetta, con dialoghi cantati e in rima.

## Colonna sonora

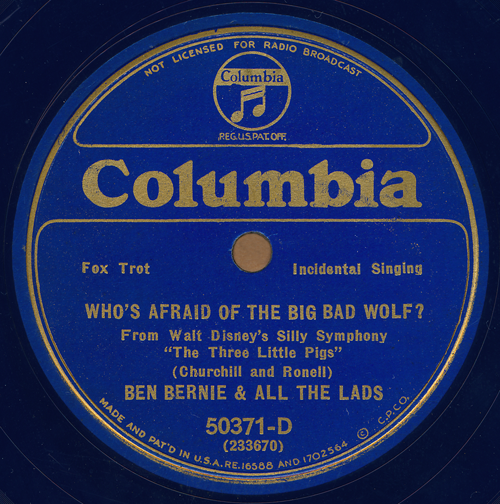
Il disco originale della Columbia Records con incisa la canzone dei tre porcellini

La canzone portante del film Who's Afraid of the Big Bad Wolf?, composta da Frank Churchill, ebbe un successo galvanizzante che la fa annoverare ancora oggi nel linguaggio corrente. Negli Stati Uniti venne pubblicata come singolo, e balzò in cima a molte classifiche. Secondo alcuni, ciò è dovuto al fatto che gli statunitensi si sentivano rappresentati dai tre porcellini del film in quanto, così come loro con il Lupo, essi stavano combattendo contro la Grande depressione, dalla quale lentamente gli USA si stavano rialzando. Anni dopo, la stessa canzone fu usata per ritrarre Adolf Hitler come lupo cattivo.
In Italia venne scritto per la canzone un testo da Misselvia; il brano, inciso in coppia da Gino Latilla e Carla Boni, riscosse molto successo. Negli anni seguenti venne incisa da moltissimi cantanti, tra cui Quartetto Cetra, Rita Pavone, Gigliola Cinquetti, Marisa Sannia, Piccolo Coro dell'Antoniano, Cristina D'Avena.

## Distribuzione

### Censura
Per la sequenza in cui il lupo si traveste da venditore ebreo di spazzole porta a porta, l'associazione Hays chiese di eliminare gli aspetti stereotipici contenuti nell'accento yiddish e nel camuffamento. La prima modifica fu effettuata nel settembre 1947, a firma del regista Jack Hannah, mantenendo i dialoghi originali. Più tardi anche il sonoro venne modificato, dove la battuta del lupo "I'm giving a free sample" divenne "I'm working my way through college" (il venditore diventa così uno studente universitario che in questo modo si mantiene gli studi). Le distribuzioni per l'home video contengono diverse versioni: in videocassetta e laserdisc l'animazione è quella originale, ma con il dialogo modificato; il DVD americano della serie Walt Disney Treasures, così come la versione pubblicata su Disney+, contiene animazione e dialogo nella versione ritoccata; l'edizione europea dei Walt Disney Treasures ha invece il cortometraggio così come appariva in VHS e LD americani. La traccia audio originale in lingua inglese del 1933 è reperibile in una compilation su CD di canzoni Disney dove era contenuta per probabile errore.

### Edizione italiana
Il corto fu distribuito in Italia nel 1934 in lingua originale. Fu doppiato dalla O.D.I. su dialoghi di Roberto De Leonardis in occasione della riedizione cinematografica il 24 febbraio 1951, quando fu distribuito in coda a Il ragazzo dai capelli verdi; questo doppiaggio viene utilizzato anche su Disney+. Per l'inserimento nella VHS I tre porcellini del marzo 2000 il corto fu ridoppiato dalla Royfilm con testi e dialoghi quasi completamente diversi; in questo doppiaggio, usato solo per la pubblicazione in home video, nell'ultima ripresa di "Who's Afraid of the Big Bad Wolf?" vengono riutilizzati i primi versi del testo di Misselvia.

### Edizioni home video

#### VHS

##### America del Nord
- More of Disney's Best 1932-1946 (1984)
- Favorite Stories: Three Little Pigs (11 settembre 1996)

##### Italia
- I capolavori di Walt Disney - 9 Oscars (maggio 1986)[8][9]
- I tre porcellini (marzo 2000)[10]
- Le fiabe volume 5: I tre porcellini e altre storie (gennaio 2003)

#### DVD
Il cortometraggio fu distribuito in DVD-Video nel primo disco della raccolta Silly Symphonies, facente parte della collana Walt Disney Treasures e uscita in America del Nord il 4 dicembre 2001 e in Italia il 22 aprile 2004. Nell'edizione uscita in America del Nord il corto è presentato nella versione censurata, mentre in quella uscita in Italia è inclusa la versione originale. In America del Nord I tre porcellini fu incluso anche nel primo volume della collana Timeless Tales (uscito il 16 agosto 2005) e nel DVD Three Little Pigs (uscito il 7 aprile 2009 come secondo volume della collana Walt Disney Animation Collection). In Italia è invece incluso nel DVD I tre porcellini e altre storie, uscito il 20 maggio 2004 come quinto volume della collana Le fiabe.

## Accoglienza
I tre porcellini fu proiettato in anteprima il 27 maggio 1933 al Radio City Music Hall di New York, in apertura del film Elmer, the Great, ricevendo una moderata accoglienza da parte del pubblico. Fu solo con la distribuzione nazionale che il corto ebbe un successo di pubblico fenomenale, rimanendo in proiezione per mesi dopo la sua uscita e incassando 250.000 dollari a fronte di un budget di 22.000. È considerato il cortometraggio d'animazione di maggior successo della storia. Nel 1994 si classificò all'11º posto nel libro The 50 Greatest Cartoons.
Disney, ormai esperto su come fare presa sul pubblico, ebbe l'idea di dotare i tre porcellini di abbigliamento e personalità distinte: Tommy e Timmy sono infatti frivoli e spensierati, mentre Jimmy è prudente e serio. Questo portò a un'importante innovazione: un "dipartimento della storia" separato dagli animatori, con artisti degli storyboard dedicati al lavoro sulla fase di "sviluppo della storia".

## Altri media
I personaggi del film sono apparsi in numerose storie a fumetti a partire dal 1936, di produzione principalmente olandese. Appaiono inoltre nella serie TV House of Mouse - Il Topoclub e nei film tratti da quest'ultima, oltre che nei videogiochi Epic Mickey 2 - L'avventura di Topolino e Oswald e Disney Magical World 2.

## Merchandising
Il corto è noto anche per aver generato una grande quantità di merchandising, che comprende (tra innumerevoli altri) libri, saponette, orologi, secchielli e annaffiatoi. Divenne il primo film a generare un maggior guadagno con i diritti d'autore del merchandising che con gli incassi al botteghino.

## Sequel
Visto il successo del film, la United Artists chiese a Disney di accontentare il pubblico dandogli "altri porcellini". Furono quindi realizzati tre sequel. Il primo fu Cappuccetto Rosso (1934), che adatta l'omonima fiaba inserendovi i personaggi de I tre porcellini. Riprende molte delle gag del cartone originale, come i travestimenti del Lupo e la cacciata dal tetto della casa, e anche l'insegnamento morale alla base è molto simile. Il secondo fu I tre lupetti (1936), e presenta una trama molto più moderna e meno fiabesca, oltre ad annoverare tra i suoi personaggi i tre figlioletti di Ezechiele, cattivi come il padre. L'ultimo sequel, Jimmy porcellino inventore (1939), è la penultima Sinfonia allegra e abbandona definitivamente l'intreccio originale risultando più complesso. Anche qui appaiono i tre lupetti.
Il successo più moderato dei sequel fu visto come un fattore nella decisione di Walt Disney di non riposare sugli allori, ma di continuare invece ad andare avanti con progetti rischiosi come la camera multipiano e il primo lungometraggio d'animazione. Lo slogan di Disney, spesso ripetuto nel corso degli anni, era "non si possono superare i porcellini con i porcellini".
Esiste poi un ultimo film, The Thrifty Pig (1941), distribuito dalla National Film Board of Canada per ottenere finanziamenti di guerra. Vede come protagonista Jimmy, che costruisce una casa grazie ai fondi donati alla causa, ed Ezechiele, col cappello adornato da una svastica, che rappresenta il nazismo. In realtà questo cortometraggio fu realizzato principalmente montando in maniera diversa alcune scene del film originale ricolorate e con alcuni dettagli aggiunti, e poi ridoppiandole.